# Haraskärs fjärden
Haraskärs fjärden är en fjärd i Finland. Den ligger i Nagu i landskapet Egentliga Finland, i den sydvästra delen av landet, 170 km väster om huvudstaden Helsingfors.
Haraskärs fjärden avgränsas av Stenskär i sydväst, Stora Birsskär och Skogsskär i väster, Grund-Horsskär i nordväst, Västra Viggesören och Brännlandet i norr, Östra Viggesören och Storlandet i nordöst, Klockskär i öster, Stora Tommosskär och Dockbotet i sydöst samt Gaddarna i söder. Mitt i fjärden ligger Haraskär. Fjärden ansluter till Ådö fjärden i sydväst och till Söderfjärden i nordöst.